# Dreieinigkeitskirche (Korneuburg)

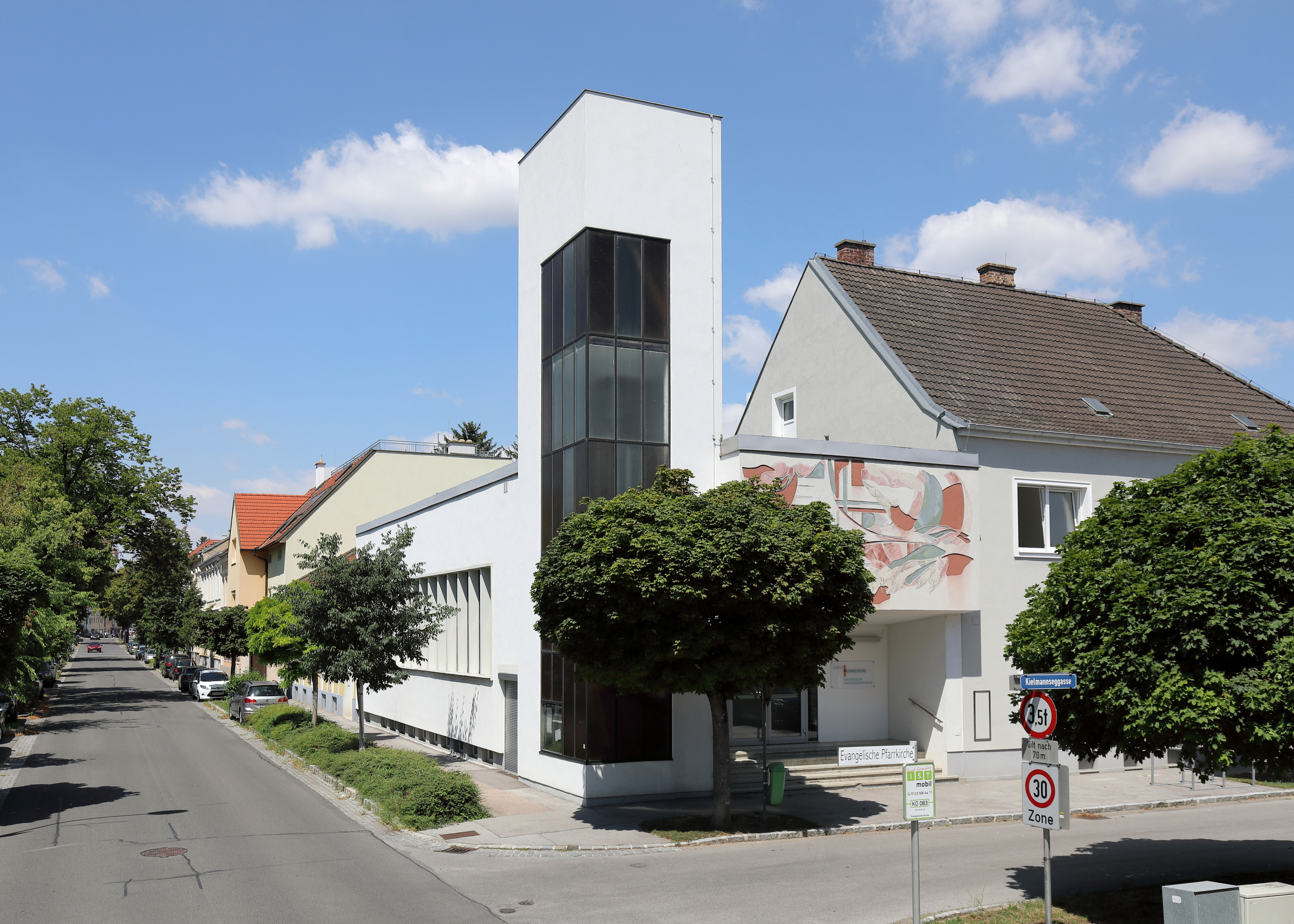
Evangelische Pfarrkirche Korneuburg

Die Dreieinigkeitskirche Korneuburg ist eine evangelische Kirche in der Stadtgemeinde Korneuburg in Niederösterreich. Sie gehört zur Evangelischen Superintendentur A. B. Niederösterreich. Die evangelische Kirche befindet sich an der Kreuzung Bisamberger Straße/Kielmannseggasse.

## Geschichte
Eine „evangelische Pfarrgemeinde A.B. Korneuburg“ wurde 1927 als selbständige Pfarre gegründet. Das zuvor, 1893/94 entstandene Kirchengebäude wurde im Zweiten Weltkrieg 1945 zerstört, der Gottesdienst in der Folgezeit in einer provisorisch aufgestellten Baracke gefeiert. In den Jahren 1961 bis 1963 wurde die heutige Dreieinigkeitskirche nach Plänen des Architekten H. Schoringer als einfacher schmuckloser Saalraum mit Eckturm und Fensterwand mit Betonrahmen errichtet.